# No Reservations (Blackfoot)
| Recensione              | Giudizio   |
| ----------------------- | ---------- |
| AllMusic                | [ 1 ]      |
| Sputnikmusic            | 3.2 (Good) |
| Dizionario del Pop-Rock | [ 3 ]      |

No Reservations è l'album discografico di debutto del gruppo musicale di Southern Rock statunitense Blackfoot, pubblicato dall'etichetta discografica Island Records nel settembre 1975.

## Tracce

### LP
Lato A
Testi e musiche di Jakson Spires, eccetto dove indicato.
1. Railroad Man – 2:22 (Shorty Medlock)
2. Indian World – 2:52
3. Stars – 4:08
4. Not Another Maker – 5:08
5. Born to Rock & Roll – 3:37

Lato B
Testi e musiche di Jakson Spires, eccetto dove indicato.
1. Take a Train – 4:23
2. Big Wheels – 5:05
3. I Stand Alone – 7:47
4. Railroad Man – 1:10 (Shorty Medlock)

### CD
Edizione CD del 2004, pubblicato dalla Walhalla Records (WH 90320)
Testi e musiche di Jakson Spires, eccetto dove indicato.
1. Railroad Man – 2:23 (Shorty Medlock)
2. Indian World – 2:54
3. Stars – 4:03
4. Not Another Maker – 5:09
5. Born to Rock & Roll – 3:34
6. Take a Train – 4:23
7. Big Wheels – 5:05
8. I Stand Alone – 7:48
9. Railroad Man – 1:10 (Shorty Medlock)
10. Hunting for Yourself – 3:44 – Traccia bonus
11. Bummed Out – 3:06 – Traccia bonus

## Formazione
- Rickey Medlocke - chitarra solista, voce solista, chitarra acustica, chitarra slide, dobro, mandolino
- Charles Hargrett - chitarra solista
- Greg Walker - basso, tastiere, accompagnamento vocale-cori
- Jakson Spires - batteria, accompagnamento vocale-cori

Ospite
- Shorty Medlock - voce, chitarra acustica, banjo e whistle (fischio del treno) (brano B4 e Nr. 9 (CD): Railroad Man)

Altri musicisti
- Barry Beckett - tastiere (sovraincisione)
- Roger Hawkins - percussioni (sovraincisione)
- Laura Struzick, Suzy Storm e Barbara Wyrick (Swampettes) - accompagnamento vocale-cori

Note aggiuntive
- Jimmy Johnson e David Hood - produttori (per la Muscle Shoals Sound Productions, Inc.)
- Registrazioni effettuate al Muscle Shoals Sound Studios di Sheffield, Alabama (Stati Uniti)
- Steve Melton - ingegnere delle registrazioni
- Rickey Medlocke - arrangiamento parti vocali
- Mastering effettuato al Sterling Sound da George Marino
- Louis and Charles Manganiello (della Lou-Mang Associates) - personal management
- Gribbitt - art direction copertina album originale
- Mick Haggerty e Christopher Whorf - design copertina album originale[5]